# Alacaluf
Alacaluf (Halakwulup, Kaweshkar, Qawasqar, Kaweskar, Kawésqar, Kawesqar). -Gotovo nestali indijanski narod iz južnog Čilea nastanjen u području Mageljanovog tjesnaca (Estrecho de Magallanes), na sjever do otoka Guaitecas. 
Alacaluf 
Alacalufi (ili Qawasqar, Alacalufe) s još par plemena Cálenches (ili Calenes, Calen,  Caleuches ili Calenches, na Golfo de Penas, Estuario de Calén); Yequinahue (Yekinauer), Chono ?, Tajatafes (Tayataf, Taíjataf; na isla Guarello), Keyes (Key-Yus), Caucahues, Adwipliin (ogranak Pecheré Indijanaca), Enoo (možda sinonim za Pecheré), Pecheré, Huemul (ogranak Pecheré Indijanaca) Lecheyeles i moguće još neki pripadaju istoimenoj jezičnoj porodici Alacalufan. 
Alakalufe geografski i jezično dijele na Sjeverne (Qawasqar, uključujući i Chono, na Golfo de Peñas), Središnje ( Estrecho de Magallanes, Punta Delgada, Peninsula Brecknock) i Južne u susjedstvu Yahgan-a, na krajnjem jugu Ognjene Zemlje. Alakalufi Aksanas s Puerto Eden-a govore varijantom sjevernog alakalufskog jezika. Naš jedriličar Mladen Šutej na svome putu oko rta Horn, našao ih je 17 u Puerto Edenu. Opisao ih je kao siromašan narod koji živi od ribolova. Novce koje dobiju za gorivo za čamce potroše na pivo.
Ime Alakalufa možda je došlo od yahgan-skog 'Aala Kaluf' u značenju  zapadni narod /zapadnjaci/ s noževima od školjaka(engl. Western men with mussel-shell knives'). Naziv Kawéskar znači "hombres que llevan piel". 
Alakalufi žive u hladnom i vlažnom podneblju, bave se ribolovom i hvatanjem drugih morskih životinja, osobito školjaka i rakova, morskih sisavaca i ptica. Imaju izuzetno visok bazalni metabolizam i sposobni su potpuno goli hvatati morske životinje u veoma hladnoj vodi. Veliki kanu je njihovo glavno prijevozno sredstvo. U njemu provode većinu vremena, krstareći uz razvedenu čileansku obalu uvijek u potrazi za hranom. Nastamba Alacalufa 
Alakalufi nemaju stalnih naselja. Malena obiteljska grupa koja se sastoji od oca, majke i neoženjene/neudane djece najveća je socijalna, ekonomska i politička jedinica koju poznaju. Ponekad na ovakvim lutanjima ipak mogu sudjelovati dvije do tri obitelji. Manje kolibe grade od kore drveta ili kože.  
Vjeruju u vrhovno biće Xolas (Kholas). 
  Arhivirana inačica izvorne stranice od 20. ožujka 2006. (Wayback Machine)
O čilskim Kaweshkarima pisao je čilsko-hrvatski povjesničar Sergio Laušić Glasinović.

## Vanjske poveznice
- Origen del nombre de la etnia
- HALAKWULUP or Alacalufes  Arhivirana inačica izvorne stranice od 20. ožujka 2006. (Wayback Machine)
- Muškarac
- The Kawesqar (Alakaluf) People  Arhivirana inačica izvorne stranice od 25. prosinca 2008. (Wayback Machine)
- Los indios Alacalufes (o Kawésqar)